# Reuben Foster
Reuben Foster (Macon, 4 aprile 1994) è un giocatore di football americano statunitense che milita nel ruolo di linebacker per gli Houston Roughnecks della United Football League (UFL).

## Biografia

### Carriera universitaria
Foster al college giocò a football con gli Alabama Crimson Tide dal 2013 al 2016. Vinse il campionato NCAA nel 2015 e nel successivo, l'ultimo nel college football, mise a segno 115 tackle e 5 sack, venendo selezionato unanimemente come All-American e venendo premiato con il Butkus Award come miglior linebacker universitario della nazione.

### Carriera professionistica

#### San Francisco 49ers
Il 27 aprile 2017, Foster fu scelto come 31º assoluto nel Draft NFL 2017 dai San Francisco 49ers. Debuttò come professionista partendo come titolare nella gara del primo turno contro i Carolina Panthers mettendo a segno 3 tackle e un passaggio deviato, prima di infortunarsi a una caviglia venendo costretto a perdere le gare successive. Tornato in campo nel settimo turno contro i Dallas Cowboys, a novembre fu premiato come rookie difensivo del mese in cui mise a segno 30 tackle in 3 partite. La sua prima stagione si chiuse con 72 tackle e un passaggio deviato in 10 presenze, tutte come titolare, venendo inserito nella formazione ideale dei rookie dalla Pro Football Writers of America.
Foster fu svincolato il 24 novembre 2018 dopo un'accusa di violenza domestica. Il capo-allenatore Kyle Shanahan affermò che a portare a tale decisione contribuì l'arresto e anche i precedenti problemi con la giustizia avuti dal giocatore, tale da renderlo "difficilmente degno di fiducia".

#### Washington Redskins
Foster firmò con i Washington Redskins il 27 novembre 2018.

## Palmarès
- Rookie difensivo del mese: 1

novembre 2017
- PFWA All-Rookie Team - 2017